# کیف پول رمزارز

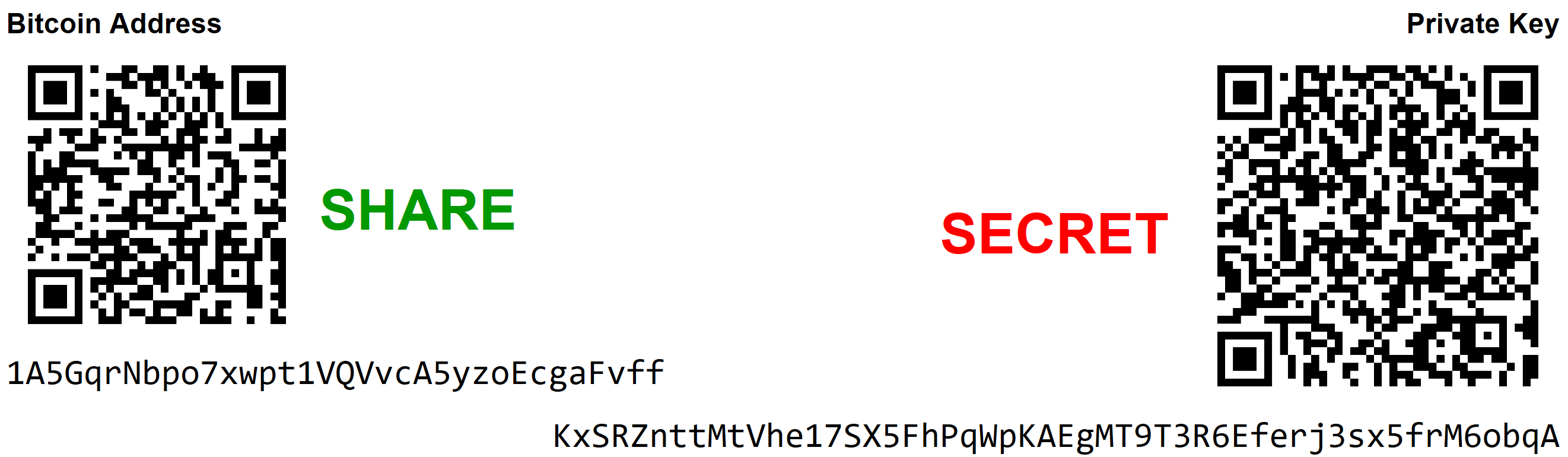
یک نمونه از کد هش ریت شدهٔ بیت کوین قابل چاپ و متشکل از یک آدرس بیت کوین برای دریافت و کلید اختصاصی مربوط به هزینه است.

کیف پول رمزارز یا والت به محل ذخیره‌سازی ارز در شبکه زنجیره بستکی (همان بلاکچین و به انگلیسی: blockchain) گفته می‌شود. می‌توان گفت کیف پول در ارزهای رمز نگاری شده مانند؛ حساب بانکی در ارزهای فیات (مانند دلار، ریال و یورور) است. هر کیف پول دارای کلید خصوصی و کلیدی عمومی است. کلید عمومی، در حقیقت همان آدرس کیف پول به مثابه شماره حساب بانکی و کلید خصوصی همان رمز عبور است. کیف پول‌ها انواع مختلفی دارند، که نمونه‌های فیزیکی به سرد و نمونه‌های نرم‌افزاری به گرم شهرت دارند.

## عملکرد
یک کیف پول رمزارز، مانند حساب بانکی، شامل یک جفت کلید رمزنگاری عمومی و خصوصی است. یک کلید عمومی به سایر کیف‌های پول اجازه پرداخت می‌دهد، و کلید خصوصی اجازه خروج ارز از کیف پول را فراهم می‌کند.
به زبان ساده، کیف پول یک برنامه نرم‌افزاری است که با بلاک چین همگام سازی می‌شود. از طریق این همگام سازی، می‌توان مقدار ارز رمزنگاری شده (دریافت و پرداخت شده) یک کیف پول خاص را مشاهد کرد. در مورد کیف پول‌های سخت‌افزاری، آنها پلی بین کیف پول نرم‌افزاری شما و بلاک چین هستند.

## انواع کیف پول
کیف پول می‌تواند مبتنی بر یک برنامه نرم‌افزاری یا بر اساس سخت‌افزار باشد. ارزهای دیجیتال و راهکارهای مقابله با چالش‌های امنیتی می‌تواند کلید خصوصی را از طریق کاربر یا از راه دور ذخیره کند و تراکنش‌ها را توسط یک شخص ثالث تأیید کند. برخلاف سایر کیف پول‌های سخت‌افزاری که با استفاده از کابل USB به سیستم لپ تاپ یا کامپیوتر متصل می‌شوند، کیف پول کول ولت را می‌توانید با بلوتوث به سیستم یا تلفن همراه خود متصل کنید و کارهای خود را به آسانی انجام دهید. 
برخی از انواع کیف پول های رمز ارز عبارتند از: 
کیف پول کاغذی: در این کیف پول کلیدها بر روی یک محیط فیزیکی مانند کاغذ نوشته می شوند و در مکانی بسیار امن نگهداری می شوند. البته این کیف پول استفاده از رمزارزها را برای شما سخت‌تر می‌کند، زیرا به عنوان پول دیجیتال فقط می‌توان از آن در اینترنت استفاده کرد.
کیف پول‌های سخت‌افزاری: کلیدها در یک دستگاه درایو انگشتی ذخیره می‌شوند که در مکانی بسیار امن باید نگهداری شوند و تنها زمانی به رایانه متصل می‌شود که می‌خواهید از رمزنگاری خود استفاده کنید. 
کیف پول های آنلاین: کلیدها در یک برنامه یا نرم افزار دیگری ذخیره می شوند – به دنبال نرم افزاری باشید که با رمزگذاری دو مرحله ای از رمزارزهای شما محافظت کنند. 

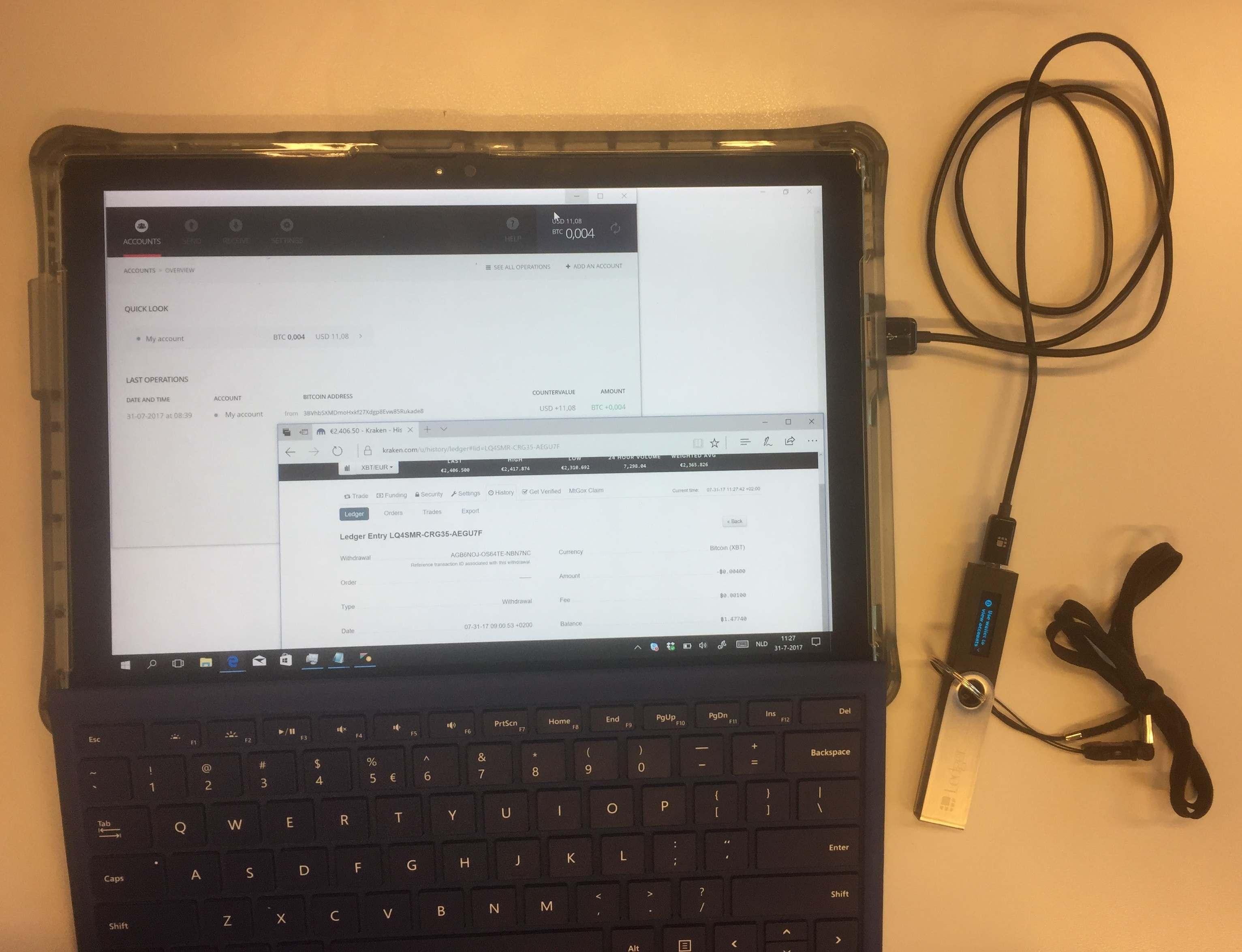
یک تراکنش واقعی بیت کوین از مبادله رمزنگاری وب به یک کیف پول سخت‌افزاری.

### کیف پول چند منظوره (امضا)
این کیف‌ها در هنگام خارج شدن پول (ارز دیجیتال) نیازمند تأیید (امضا) چند نفر برای ثبت تراکنش در بلاک چین هستند. کیف پول چند منظوره برای افزایش امنیت طراحی شده‌است.
کیف پول سخت‌افزاری کول ولت S یک کیف پول ترکیبی است. این کیف پول سرمای کیف پول‌های سرد و گرمای زیاد کیف پول‌های گرم را ندارد. این جمله به چه معنا است؟ حتماً با واژه سردی و گرمی کیف پول در دنیای رمز ارز دیجیتال آشنایی دارید. مزایای کیف پول‌های گرم و کیف‌های سرد در این نوع کیف پول قرار داده شده‌است.

### کیف پول قطعی

#### کیف پول تعیین‌کننده
در یک کیف پول قطعی یک کلید واحد می‌تواند برای تولید کل درخت جفت‌های کلید استفاده شود. این کلید واحد به عنوان ریشهٔ درخت استفاده می‌شود. جملهٔ حفظی تولید شده یا دانهٔ کلمه یک راه قابل درک برای انسان به منظور توصیف کلید استفاده شده به عنوان ریشه است، چرا که می‌تواند به صورت الگوریتمی به کلید خصوصی ریشه تبدیل شود. کلمات با ترتیب یکسان، همواره دقیقاً همان کلید ریشه‌ای را تولید می‌کنند. یک عبارت کلمه‌ای می‌تواند شامل ۲۴ کلمه بی‌ربط باشد، مانند: «شروع دوست سیاه زمین زیبایی ستایش غرور نپذیرفتن وحشت باور تسکین انجیل پایان نابودی قهرمان ساختن بهتر عالی». کلید ریشه جایگزین سایر کلیدهای خصوصی نیست، بلکه برای تولید آن‌ها استفاده می‌شود. تمام آدرس‌ها هنوز هم کلیدهای خصوصی متفاوتی دارند، اما می‌توانند توسط آن کلید ریشه‌ای واحد بازیابی شوند. آن کلید ریشه نیز، به نوبهٔ خود می‌تواند با تغذیهٔ دانهٔ کلمه دوباره محاسبه شود. آن جملهٔ حفظی پشتیبان کیف پول است. اگر یک کیف پول از تکنیک جملهٔ حفظی مشابهی استفاده کند، از آن کیف پول می‌توان در یک کیف پول نرم‌افزاری یا سخت‌افزاری پشتیبان‌گیری کرد.
جملهٔ حفظی ایمن نگه داشته می‌شود. استاندارد BIP-39، یک دانهٔ ۵۱۲ بیتی از هر جمله‌ای تولید می‌کند. مجموعهٔ کیف پول‌های ممکن از این ۵۱۲ بیت، ۲۵۱۲ عدد است. هر کلمهٔ عبور منجر به تولید یک کیف پول معتبر می‌شود. اگر کیف پولی پیش از این استفاده نشده باشد، خالی خواهد بود.

#### کیف پول غیر قطعی
در یک کیف پول غیرقطعی، هر کلید به جای تولید از طریق یک کلید مشترک، به تنهایی به صورت تصادفی تولید می‌شود؛ بنابراین، برای هر پشتیان‌گیری از این کیف پول باید تمام کلیدهای خصوصی استفاده‌شده به عنوان یک آدرس و، همچنین بافری از حدود ۱۰۰ کلید بعدی که ممکن است پیش از این به عنوان آدرس توزیع شده باشند، اما هنوز پرداخت‌های آن‌ها دریافت نشده باشد، ذخیره شود. 